# Міокардит
Міокарди́т (лат. myocarditis) — запальне захворювання серцевого м'яза інфекційної, інфекційно-алергічної або інфекційно-токсичної природи, здебільшого пов'язане з імунними зсувами.

## Класифікація
За перебігом виділяють гострий, підгострий та хронічний міокардити, за локалізацією — дифузний та вогнищевий.
Міокардит може бути
- первинним — ізольований процес — ідіопатичний міокардит Абрамова — Фідлера (у XXI столітті  цей термін не застосовують), [Етіологія (медицина)|етіологія]] якого не встановлена (можливі вірусний або алергічний генези);
- вторинним — проявом загальних захворювань.

За етіологією та патогенезом розрізняють вторинні міокардити:
- ревматичний;
- інфекційний (інфекційно-алергічний, пара- та метаінфекційний), пов'язаний із тонзилярною, вірусною, бактеріальною та іншими інфекціями;
- алергічний (лікарський, сироватковий, поствакцинальний, при бронхіальній астмі та ін.);
- міокардити хворих системним червоним вовчаком, паразитарними інвазіями, при травмах, опіках, впливу іонізуючої радіації.

## Клінічні прояви
При дифузних міокардитах порівняно рано збільшуються розміри серця, іноді виявляються порушення серцевого ритму (тахікардія, рідше — брадикардія, ектопічні ритми) та внутрішньосерцевої провідності, а також пресистолічний, пізніше протодіастолічний ритм галопу.
Ідіопатичний міокардит відрізняється більш тяжким перебігом, іноді злоякісним, з розвитком кардіомегалії внаслідок різкої дилатації серця, виражених порушень серцевого ритму та провідності, серцевої недостатності, утворення пристінкових тромбів у серцевих порожнинах з тромбоемболіями по великому та малому колах кровообігу.
При міокардитах, пов'язаних із хворобами сполучної тканини, вірусною інфекцією (віруси Коксакі та ін.), часто розвивається супутній перикардит.
В окрему групу виділяють неспецифічні інфекційно-алергічні міокардити, пов'язані з вогнищевою інфекцією у мигдаликах, зубах, придаткових пазухах носа. У більшості хворих при цьому ознак серцевої недостатності не виявляється. В частини хворих спостерігаються порушення атріовентикулярної провідності, екстрасистолія, іноді — уповільнення внутрішньопередсерцевої та внутрішньошлуночкової провідності, зрідка — складні порушення ритму.

## Діагностика
Оптимальні критерії міокардиту:
- зв'язок з інфекцією
- ознаки ізольованого ураження міокарда (болі в ділянці серця, задишка, послаблення першого тону і систолічний шум на верхівці, збільшення меж серця, у ряді випадків виникає гіпотонія, недостатність кровообігу, збільшується електрична систола, виникають порушення ритму і провідності); додаткові:
- підвищення температури тіла
- слабкість
- стомлюваність.

При лабораторних дослідженнях звертають на себе увагу збільшення змісту в сироватці крові рівня α- і β-глобулінів, сіалових кислот, прискорення ШОЕ, лейкоцитоз, позитивна реакція бласттрансформації лімфоцитів. Особливу складність представляє диференціальна діагностика між міокардитом і нейроциркуляторною дистрофією і міокардіодистрофією, яка супроводжується змінами в кінцевій частині шлуночкового комплексу. Пролапс мітрального клапана супроводжується, як правило, тривалими, ниючими, щемлячими болями в лівій половині грудної клітки, які не купіруються нітрогліцерином. У діагностиці допомагає ЕХО-кардіографія.

## Лікування
Важливе місце у профілактиці та лікуванні міокардиту відводиться активній санації вогнищ інфекції, відпрацюванню раціональних режимів рухової активності та реабілітації. Призначаються нестероїдні протизапальні засоби (ацетилсаліцилова кислота, амідопірин, бутадіон, ібупрофен, індометацин, мефенамова кислота). В умовах рецидивуючого затяжного перебігу захворювання призначають глюкокортикоїдні препарати (кортизон, гідрокортизон, метилпреднізолон, преднізолон). При хронічному перебігу — засоби, регулюючі імунологічні властивості організму, в тому числі хінолінового ряду (плаквеніл, хінгамін).